# Coca de albaricoque
La coca de albaricoque es una coca o torta dulce típica de la isla de Mallorca, el área de Lérida y algunas zonas de Aragón, en España (en aragonés, coca d'alberche; en catalán coca d'albercocs). Se elabora con masa de harina de trigo floja, manteca de cerdo (saïm), patata, azúcar y levadura. Se guarnece con mitades de albaricoque en almíbar o frescos (sin el hueso) y se espolvorea la superficie con azúcar y canela. Esta coca tiene una variante que también lleva sobrasada.